# Clivus Scauri

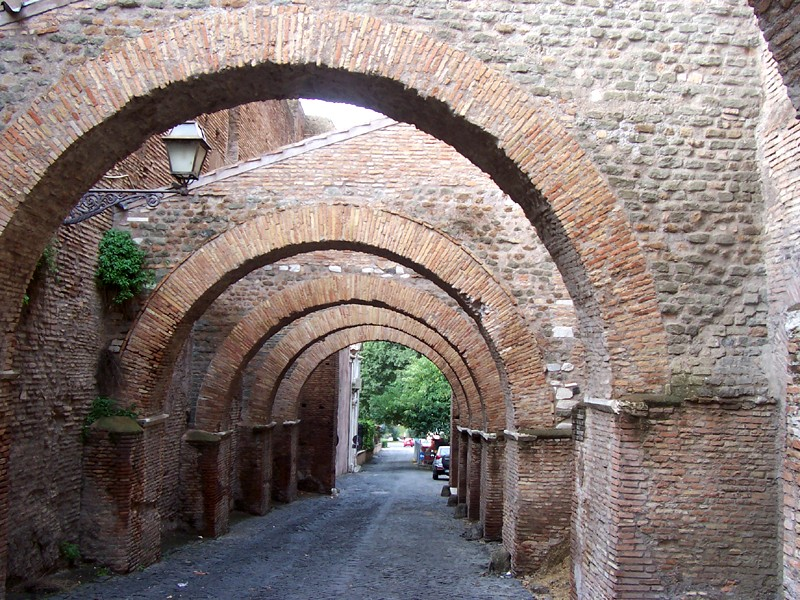
Tramo del Clivus Scauri.

El Clivus Scauri era un antiguo camino romano que originalmente se bifurcaba del camino que conectaba el Circo Máximo con el Coliseo a lo largo de la depresión entre las colinas del Palatino y Celio. Siguió el lado este del camino Celio, hasta su cumbre, que hoy se conoce como Piazza della Navicella. En la sección inicial, el camino ha conservado el antiguo nombre y se convierte en Via di S. Paolo della Croce más arriba de la colina.
El Clivus Scauri ahora comienza en la iglesia de San Gregorio al Celio, y corre a lo largo del costado y bajo los contrafuertes de la basílica de San Juan y San Pablo. El nombre de la calle aparece solo en documentos de los siglos VI y X, pero probablemente sea más antiguo, y puede ser la inscripción del vicus Scauri. Probablemente debe sus orígenes a la familia de los Aemilii Scauri, posiblemente por Marco Emilio Escauro, censor en 109 a. C. y cónsul de la República seis años antes, en 115 a. C..
El camino ha conservado sugestivamente una apariencia antigua, con algunas secciones flanqueadas por casas de la época del Imperio Romano, y grandes partes de las fachadas preservadas y unidas. A la derecha, frente a la plaza de San Juan y San Pablo, hay restos de ladrillo del siglo III, que consisten en una fila de tabernas, pequeñas tiendas, con restos de un segundo piso. En la plaza, en la base del campanario, se encuentran las ruinas del Templo de Claudio. El tramo final del camino conduce a la Puerta Celimontana, conservada como el Arco de Dolabella, posiblemente diseñada para dar apoyo estructural a una sección o ramificación del acueducto Aqua Marcia.